# (11518) Jung
(11518) Jung (1991 GB3) – planetoida z pasa głównego asteroid okrążająca Słońce w ciągu 5,8 lat w średniej odległości 3,23 j.a. Odkryta 8 kwietnia 1991 roku.